# Syrkowice
Syrkowice (niem. Zürkow) – wieś sołecka w Polsce położona w województwie zachodniopomorskim, w powiecie białogardzkim, w gminie Karlino. W latach 1975–1998 wieś należała do województwa koszalińskiego. W roku 2007 wieś liczyła 195 mieszkańców.
Wieś wchodząca w skład sołectwa: Poczernino

## Geografia
Wieś leży ok. 6 km na północ od Karlina, ok. 1 km na wschód od drogi wojewódzkiej nr 163.

## Historia
Wieś do połowy XIX wieku należała do klucza dóbr w Mierzynie – właścicielem majątku była rodzina Scheunemann. 

## Zabytki
Do wojewódzkiego rejestru zabytków wpisany jest:
- park dworski[4] z końca XIX wieku, stworzony w stylu eklektycznym, o pow. 1,67 ha, tworzyły grupy rzędowe wzdłuż granic działki oraz pojedyncze nasadzenia wewnątrz regularnego prostokąta (lipy, klony, buki, dęby) w bezpośrednim otoczeniu dworu. Na otwartej przestrzeni został posadzony soliter - buk czerwonolistny. Na przełomie XIX i XX wieku park powiększono w kierunku południowym, a za zadrzewieniami rzędowymi założono sad ograniczony jaworowymi żywopłotami. Pierwotnie otwarta przestrzeń stanowiła ogród ozdobny, w której z żywotników i zwisających wiązów urządzono altanę. W północnym narożniku parku umieszczono duży głaz narzutowy, który pełnił funkcję nagrobku. Pomiędzy najstarszymi nasadzeniami buków i świerków a granicą sadów posadzono różnogatunkowy drzewostan. Obecnie układ parku jest dobrze zachowany, chociaż drzewostan został częściowo wycięty. Otwartą płaszczyznę podzielono na ogródki

inne zabytki:
- Dwór w  Syrkowicach zbudowany w stylu klasycystycznym w drugiej połowie XIX wieku, został posadowiony na terenie płaskim. Tuż w głębi, za dworem, na planie prostokąta został założony park. Droga prowadząca do dworu została obsadzona kasztanowcami. Po przejęciu obiektu przez PGR, dwór został przebudowany i był użytkowany jako biuro, przedszkole oraz pomieszczenie mieszkalne. W 1970 roku tuż przy dworze został postawiony budynek mieszkalny.